# Rondeletia grandisepala
Rondeletia grandisepala är en måreväxtart som beskrevs av Brother Alain. Rondeletia grandisepala ingår i släktet Rondeletia och familjen måreväxter. Inga underarter finns listade i Catalogue of Life.